# Abbaye de Cîteaux (marque)
Pour les articles homonymes, voir Abbaye de Cîteaux (homonymie).
Cîteaux est une marque commerciale déposée et utilisée pour un fromage fabriqué par la communauté des moines de l'abbaye de Cîteaux dans la commune de Saint-Nicolas-lès-Cîteaux en Côte-d'Or en France. 
C'est un fromage fermier d'abbaye communément appelé « fromage de Cîteaux » commercialisé depuis 1925.

## Statut de la marque commerciale
Deux marques sont enregistrées à l'Institut national de la propriété industrielle par la communauté :
- « Abbaye de Cîteaux Prière & Travail » (publiée et enregistrée en 1988)

Classification de Nice :  16  ;  20  ;  21  ;  28  ;  29  ;  30
- « Cîteaux » (publiée en 2005 et enregistrée en 2006)

Classification de Nice :  16 ;  29 ;  30

## Caractéristiques du fromage
C'est un fromage fermier de lait de vache thermisé à pâte pressée non cuite, de 11 cm de diamètre et 2,5 cm de hauteur pour un poids d'environ 720 grammes, assez proche d'un petit reblochon. L'affinage dans des caves à 12 °C dure trois semaines.

## Provenances et produits agricoles et additifs employées
- Lait thermisé
- Chlorure de calcium
- Ferments lactiques
- Présure
- Lysozyme d’œuf E1105
- Sel

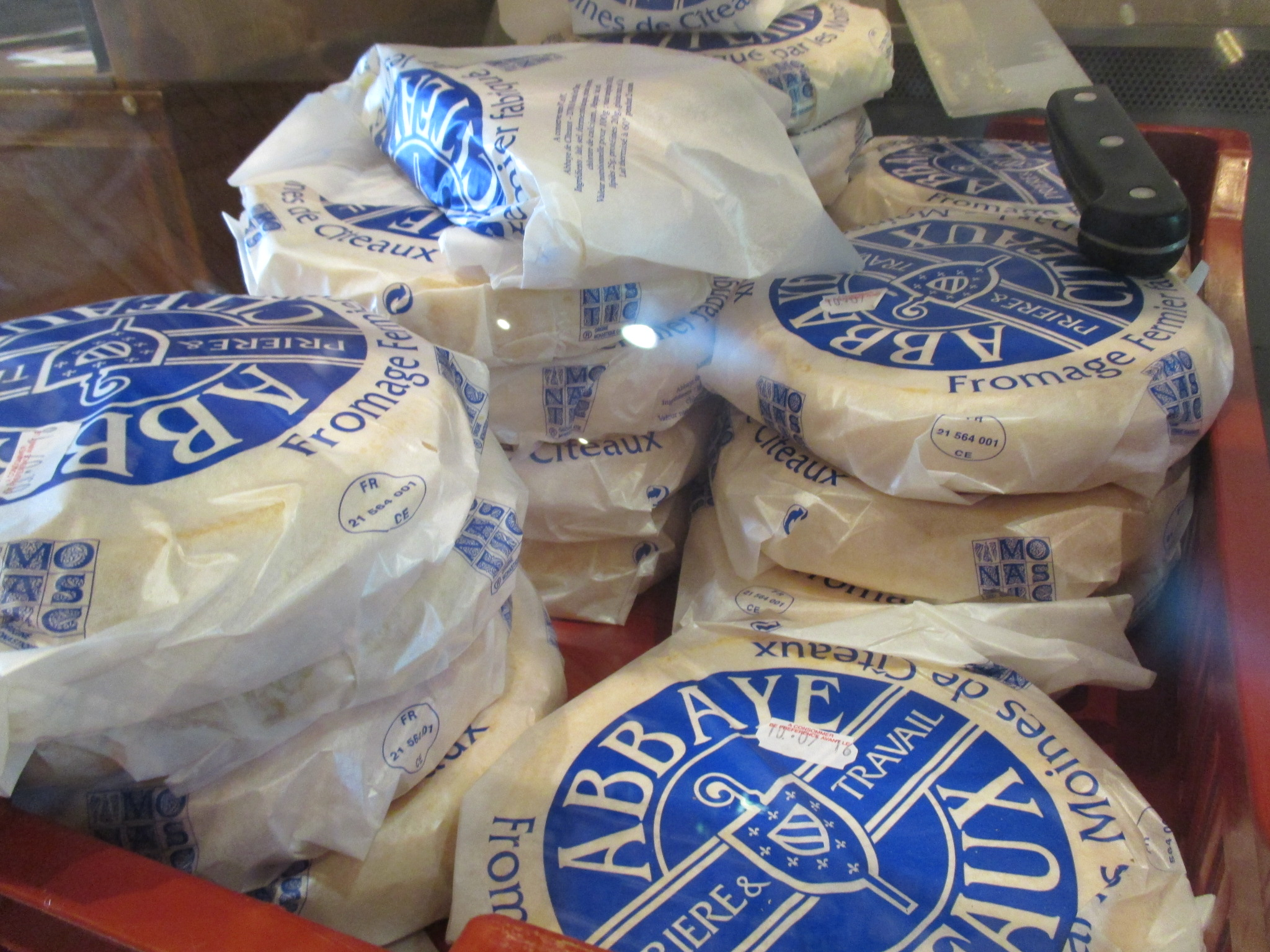
Fromages fermiers de l'Abbaye de Citeaux emballés.

Les moines élaborent ce fromage à partir de 5 litres de lait entier thermisé. Celui-ci provient d'un cheptel de vaches de race montbéliarde élevées et exploitées au sein de l'abbaye de Cîteaux sur 240 hectares.
Ces moines font partie des rares agriculteurs producteurs fermiers français n'employant pas leur production de lait à l'état cru pour leurs transformations en fromage.

## Volumes de production et de transformation
Par année, la communauté de l'abbaye produit plus de 400 tonnes de lait qu'elle transforme en 70 tonnes de fromage.